# Agapanthia cretica
Agapanthia cretica är en skalbaggsart som beskrevs av Bernhauer D. 1978. Agapanthia cretica ingår i släktet Agapanthia och familjen långhorningar. Inga underarter finns listade i Catalogue of Life.